# Rentevoet vreemd vermogen
De rentevoet van het vreemde vermogen (afgekort tot RVV, en soms simpelweg met {\displaystyle i} aangegeven) is een kengetal dat aangeeft wat het aangetrokken vreemd vermogen gemiddeld heeft gekost.
{\displaystyle \mathrm {RVV~=~\left({\frac {rentelasten~+~uitkering~aandeel~van~derden}{vreemd~vermogen^{1}}}\right)\cdot 100\%} }
¹ het vreemd vermogen is inclusief het Aandeel van derden.